# Jipang (Karanglewas)
Jipang is een bestuurslaag in het regentschap Banyumas van de provincie Midden-Java, Indonesië. Jipang telt 4096 inwoners (volkstelling 2010).